# دیورتیولی
شهر دیورتیولی (به روسی: Дюртюли) در کشور روسیه و در جمهوری باشقیرستان واقع شده‌است.